# 特拉卡埃莱尔
特拉卡埃莱尔（1397－1487），阿兹特克王族，阿兹特克三方同盟的建设者，自15世纪20年代开始终身担任阿兹特克帝国的首席顾问。他是特拉托阿尼维齐利维特尔和卡卡玛西瓦特尔女王的儿子，伊兹科瓦特尔之侄。
在伊兹科瓦特尔统治年间，他被任命为将军（特拉科奇卡尔卡特尔），在15世纪20年代和特帕内克人作战期间被擢升为国王的首席顾问，称为西瓦科瓦特尔。他终身担任这一职务，辅佐过四代君王。
特拉卡埃莱尔在思想上强调阿兹特克人是被众神选中的子民，定战神维齐洛波奇特利为守护神。他极其强调军事，为赋予军事活动以宗教意义，他提出荣冠战争，并扩大人祭规模。
他强制推行节约令，禁止平民穿戴奢侈服饰，以巩固贵族地位。他亦实施焚书，销毁阿兹特克人迁居前的当地史料。
阿兹特克国家在特拉卡埃莱尔主政期间达到国力巅峰。他于1487年逝世。特拉卡埃莱尔逝世后，阿兹特克帝国继续向北方的奇奇梅克和南方的玛雅土地进军。